# Pierre Stroobants
Pierre Stroobants né à Tourinnes-la-Grosse le 2 mai 1924, décédé à Tourinnes-la-grosse le 21 août 1980 est un homme politique belge et un militant wallon.
Cultivateur et agronome, Pierre Stroobants fut le président des Unions professionnelles agricoles du Brabant wallon et siégea de ce fait au Conseil central de l'économie. Membre du Conseil fédéral de Rénovation wallonne en 1968, c'est cette année aussi qu'il rejoint le Rassemblement wallon. Il mène la liste du Sénat avec Pierre Rouelle et est élu sénateur par le Conseil provincial du Brabant à la suite des élections du 31 mars. Il affirme solennellement en 1969 l'appartenance du Brabant wallon à la Wallonie. Il est  sénateur élu directement en 1974 et en 1977. En 1970, il devient bourgmestre de Tourinnes-la-Grosse: il demeurera à la tête de cette commune de 1970 à 1976. En 1977, il refuse le tournant à gauche proposé par Paul-Henry Gendebien et rejoint le PRLw avec François Perin et Jean Gol. Il est désigné comme Premier échevin dfe Beauvechain après les fusions de communes.